# 3,5-Dinitrocatecol
3,5-dinitrocatecol é um composto orgânico formulado em C6H4N2O6.